# Cor secundária
Cores secundárias são as cores que se formam pela mistura de duas cores primárias, em partes iguais.
No início, a teoria dos pigmentos era restrita à pintura. Os antigos pintores , e as tintas usadas até então eram poucas. No sistema RYB, que emprega a teoria das cores de Leonardo da Vinci, as cores secundárias são:
- Verde – formado por azul e amarelo
- Laranja – formado por amarelo e vermelho
- Violeta (ou púrpura) – formado por azul e vermelho

Modernamente, contudo, considera-se dois casos de classificação de cores: o aditivo (ou luminoso) e o subtrativo (ou refletivo), uma vez que o sistema RYB não representa de fato todas as cores perceptíveis pelo olho humano. As cores primárias de um caso são secundárias do outro, e vice-versa.
No caso subtrativo (sistema CMYK), usado em impressão gráfica, as cores primárias são:
- Ciano – formado por azul e verde
- Magenta – formado por azul e vermelho
- Amarelo – formado por vermelho e verde

A letra "K" representa a tinta preta (black), que não é considerada cor, porém serve como reforço.
No caso aditivo (sistema RGB), usado em fontes de luzes, as cores primárias são:
- Vermelho  – formado por magenta e amarelo
- Verde – formado por ciano e amarelo
- Azul – formado por ciano e magenta

E também tem misturas das cores preto e branco:
- Cinza – formado por preto e branco

- Cor primária
- Cor terciária
- Cores complementares